# Ved Buens Ende
Ved Buens Ende es una banda ya disuelta de Noruega de avant-garde metal. Su sonido está influenciado por la calma de la música jazz y la agresividad del black metal. Ved Buens Ende significa "Al final del arco" refiriéndose al arco-iris mitológico Bifröst.

## Biografía
Ved Buens Ende fue formado en Oslo en 1994 por el batería Carl-Michael Eide. Ficharon un contrato con el ya desaparecido sello inglés Misanthropy Records. La banda era única en mezclar elementos musicales, al igual que la voz de Eide.
La banda se separó en 1997, después de editar su único álbum Written in Waters.

## Reunión efímera
El 26 de abril de 2006, Blabbermouth.net anunció que Ved Buens Ende había renacido, y que estaban trabajando en material nuevo.
Además de Vicotnik y Carl-Michael Eide, que había cambiado la batería por la guitarra, había dos nuevos miembros; Petter "Plenum" Berntsen al bajo y Einar "Esso" Sjursø a la batería. Ellos eran miembros de la otra banda de Carl-Michael Eide "Virus". Muchos fanes se sorprendieron por la ausencia de Hugh Mingay (aka Skoll), cuyo puesto fue ocupado por Petter Berntsen.
El nuevo batería de la banda, Einar Sjursø, dijo esto para blabbermouth.net.:
"Vamos a grabar un nuevo álbum este año, que será editado en el 2007 por un sello que todavía no está determinado (tenemos varias opciones en la mano) la intención también es la de tocar en directo, donde tocaremos canciones de "Written in Waters" y de "Carheart", el del proyecto "post-Ved Buens Ende" Virus, además de las nuevas composiciones. El nuevo material está siendo creado ahora mismo y será diferente tanto de 'Written In Waters' como de 'Carheart'. pero permanecerá ese toque personal que todos conocéis."
La banda se separó de nuevo a principios de 2007, sin haber editado su nuevo álbum.

## Discografía
- Those Who Caress the Pale (Demo) - 1994
- Written in Waters (demo) - 1995
- Written in Waters (Full length) - 1995
- Those Who Caress the Pale (EP) - 1997
- ...Coiled in Obscurity (Bootleg) - 2002

## Formación
- Vicotnik (Yusaf Parvez) - Guitarra, Voces (Dødheimsgard, Code)
- Carl-Michael Eide - Guitarra, Voces (antes de la reunión, batería) (Cadaver, Dødheimsgard, Satyricon, Ulver, Infernö, Aura Noir y Virus)
- Petter "Plenum" Berntsen - Bajo (Virus, Audiopain)
- Einar "Esso" Sjursø - Batería (Virus, Beyond Dawn, Lamented Souls, Infernö)

### Antiguos miembros
- Skoll (Hugh Steven James Mingay) - Bajo (Arcturus, Ulver)

### Músicos de sesión
- Lill Katherine Stensrud - Voces adicionales en "Written in Waters"
- Simen "ICS Vortex" Hestnæs - Voces (en la gira de ...Coiled in Obscurity) (ver también Arcturus, Borknagar, Dimmu Borgir)
- Steinar Sverd Johnsen - Teclados (en la gira de ...Coiled in Obscurity) (ver también Arcturus)